# 德里加爾斯基島
德里加爾斯基島是南極洲的島嶼，位於距離澳洲南極洲領地85公里的戴維斯海，座標位置65°45′S 92°30′E / 65.750°S 92.500°E，島嶼長約18公里，面積220平方公里，島上最高點325米，在1912年11月首次被澳洲南極考察隊發現。